# Nowy cmentarz żydowski w Brzesku
Nowy cmentarz żydowski – kirkut społeczności żydowskiej zamieszkującej Brzesko został założony w 1846, położony jest przy ulicy Czarnowiejskiej (róg Czarnowiejskiej i Okulickiego). Liczy 1,5 ha powierzchni z ok. 300 nagrobkami (najstarszy z 1824). Wokół cmentarza wznosi się mur (głównie betonowy, od północy ceglany, z żelazną bramą od południa, na której skrzydłach widnieją gwiazdy Dawida. Ostatni pochówek na cmentarzu odbył się w 1960.
Zachowane nagrobki to przeważnie tradycyjne macewy, choć jest też kilka zniszczonych sarkofagów. Macewy nie są bogato rzeźbione, zaś wyróżniające się formą stoją wzdłuż głównej alei. Napisy na nagrobkach zasadniczo są w języku hebrajskim, wyjątek stanowią te z napisami po polsku. Na niektórych nagrobkach zachowały się ślady malatury. W pobliżu bramy wejściowej przy głównej alei znajdują się nagrobki powojenne, niektóre uszkodzone.
Szczególną uwagę należy poświęcić istniejącym tam ohelom – starszy, odbudowany w latach sześćdziesiątych XX wieku mieści groby trzech rabinów z rodziny Lipszyców, nowszy (wzniesiony w latach 90. XX wieku) kryje szczątki rodziny Templerów.
W 1947 na terenie cmentarza wzniesiono pomnik w formie obelisku upamiętniający 200 Żydów zamordowanych przez Niemców w 1942. Pomnik ustawiono na zbiorowych mogiłach pomordowanych.
Osobną część cmentarza tworzy wydzielona kwatera dla poległych podczas I wojny światowej żołnierzy żydowskich - Cmentarz wojenny nr 275 - Brzesko.
W latach 1988–1989 cmentarz został gruntownie oczyszczony i uporządkowany.
Obecnie obiekt pozostaje zamknięty.

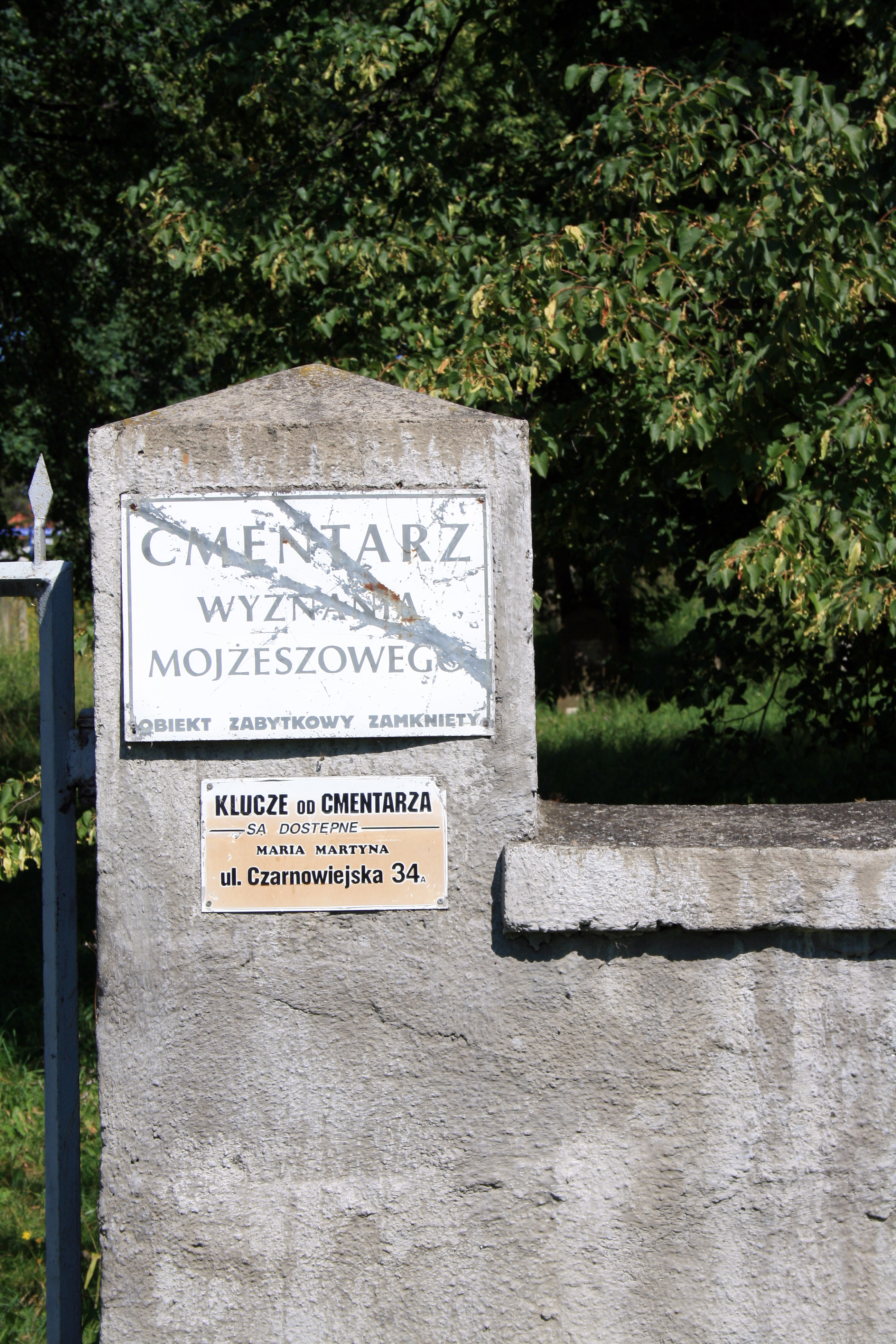
Wejście na cmentarz
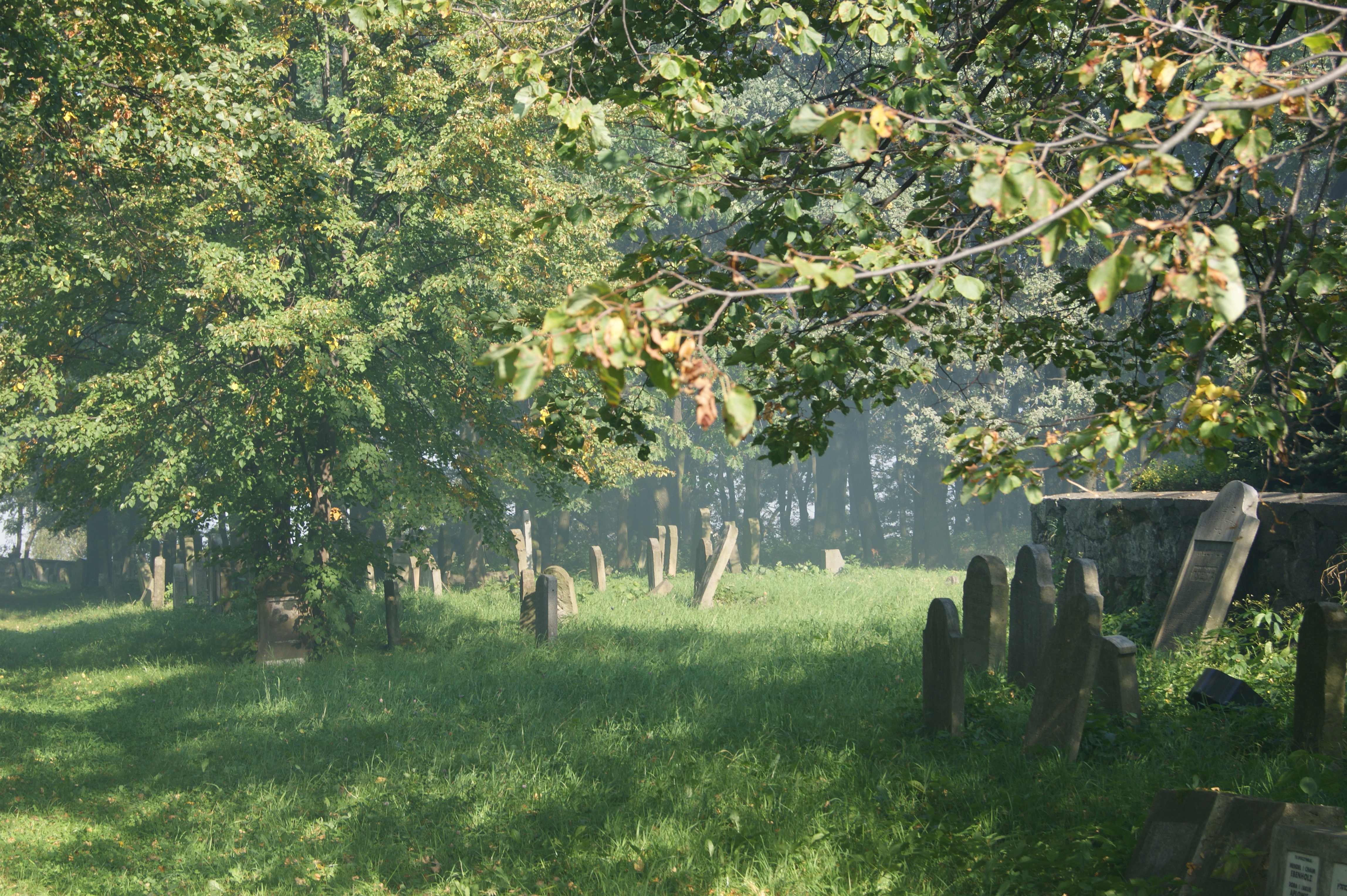
Widok ogólny